# 邓戈明
邓戈明（1914年—1987年），女，广东广州人，中国社会活动家、政治人物，曾任中国地质图书馆馆长，第三届全国人大代表。